# Південний Судан на літніх Олімпійських іграх 2024
Південний Судан брав участь у літніх Олімпійських іграх 2024 в Парижі, які тривали з 26 липня по 11 серпня 2024 року. Ця Олімпіада стала третьою, в якій брали участь спортсмени з Південного Судану, після дебюту на літніх Олімпійських іграх 2016 року.

## Спортсмени
Країну на Олімпійських іграх 2024 року представляли 2 легкоатлети, 1 чоловік і 1 жінка, а також 12 гравців національної чоловічої збірної Південного Судану з баскетболу.

### Легка атлетика
Абрахам Гуем брав участь у чоловічих змаганнях з бігу на 800 метрів, і в першому попередньому забігу зайняв 9-те місце з часом 1 хвилина і 48,74 секунди. У другому попередньому забігу він зайняв 8-ме місце з часом 1 хвилина і 49,45 секунди, та вибув із подальшої боротьби.
У жіночих змаганнях з бігу на 100 метрів Південний Судан представляла Лусія Моріс. Однак уже в першому попередньому забігу вона не закінчила дистанцію, та вибула з подальшої боротьби.

### Баскетбол
Вперше в історії кваліфікацію на олімпійський баскетбольний турнір пройшла чоловіча збірна Південного Судану, наймолодша за часом створення баскетбольна збірна в історії Олімпійських ігор. Південносуданська збірна пройшла кваліфікацію на ігри через чемпіонат світу з баскетболу 2023 року, на якому вона мала найвищий рейтинг серед африканських збірних.

#### Склад команди
30 квітня 2024 року було оголошено попередній список із 50 гравців. 3 червня 2024 року його було скорочено до 25 гравців. Остаточний склад було оголошено 24 липня 2024 року.

#### Груповий етап
| Поз | Команда         | І | В | П | ОЗ  | ОП  | РГ  | О | Кваліфікація                              |
| --- | --------------- | - | - | - | --- | --- | --- | - | ----------------------------------------- |
| 1   | США             | 3 | 3 | 0 | 317 | 253 | +64 | 6 | Чвертьфінали                              |
| 2   | Сербія          | 3 | 2 | 1 | 287 | 261 | +26 | 5 | Чвертьфінали                              |
| 3   | Південний Судан | 3 | 1 | 2 | 261 | 278 | −17 | 4 | Можливі чвертьфінали на підставі рейтингу |
| 4   | Пуерто-Рико     | 3 | 0 | 3 | 228 | 301 | −73 | 3 |                                           |

| 28 липня 2024 11:00 | Boxscore | Південний Судан                                 | 90–79 | Пуерто-Рико                                                    |  | П'єр Моруа, Лілль Глядачів: 27,021 Судді: Адемир Зурапович (BIH), Такакі Като (JPN), Мартин Вулич (CRO) |
| 28 липня 2024 11:00 | Boxscore | Рахунок за чвертями: 20–28, 28–26, 23–15, 19–10 |       |                                                                |  | П'єр Моруа, Лілль Глядачів: 27,021 Судді: Адемир Зурапович (BIH), Такакі Като (JPN), Мартин Вулич (CRO) |
| 28 липня 2024 11:00 | Boxscore | Очки: Джонс 19 Підб.: Габріел 9 РП: Джонс 6     |       | Очки: Альварадо 26 Підб.: Кондітт IV, Ромеро 6 РП: Альварадо 5 |  | П'єр Моруа, Лілль Глядачів: 27,021 Судді: Адемир Зурапович (BIH), Такакі Като (JPN), Мартин Вулич (CRO) |

| 31 липня 2024 21:00 | Boxscore | США                                                | 103–86 | Південний Судан                             |  | П'єр Моруа, Лілль Глядачів: 27,056 Судді: Антоніо Конде (ESP), Мартіньш Козловскіс (LAT), Такакі Като (JPN) |
| 31 липня 2024 21:00 | Boxscore | Рахунок за чвертями: 26–14, 29–22, 18–21, 30–29    |        |                                             |  | П'єр Моруа, Лілль Глядачів: 27,056 Судді: Антоніо Конде (ESP), Мартіньш Козловскіс (LAT), Такакі Като (JPN) |
| 31 липня 2024 21:00 | Boxscore | Очки: Адебайо 18 Підб.: троє гравців 7 РП: Букер 6 |        | Очки: Омот 24 Підб.: Габріел 10 РП: Джонс 7 |  | П'єр Моруа, Лілль Глядачів: 27,056 Судді: Антоніо Конде (ESP), Мартіньш Козловскіс (LAT), Такакі Като (JPN) |

| 3 серпня 2024 21:00 | Boxscore | Сербія                                               | 96–85 | Південний Судан                                     |  | П'єр Моруа, Лілль Глядачів: 20,916 Судді: Адемир Зурапович (BIH), Йоан Россо (FRA), Хуан Фернандес (ARG) |
| 3 серпня 2024 21:00 | Boxscore | Рахунок за чвертями: 23–22, 24–22, 25–23, 24–18      |       |                                                     |  | П'єр Моруа, Лілль Глядачів: 20,916 Судді: Адемир Зурапович (BIH), Йоан Россо (FRA), Хуан Фернандес (ARG) |
| 3 серпня 2024 21:00 | Boxscore | Очки: Богданович 30 Підб.: Йокич 13 РП: Богданович 8 |       | Очки: Джонс, Шайок 17 Підб.: Габріел 8 РП: Джонс 10 |  | П'єр Моруа, Лілль Глядачів: 20,916 Судді: Адемир Зурапович (BIH), Йоан Россо (FRA), Хуан Фернандес (ARG) |

#### Рейтинг третіх збірних
| Поз | Груп | Команда         | І | В | П | ОЗ  | ОП  | РГ  | О | Кваліфікація |
| --- | ---- | --------------- | - | - | - | --- | --- | --- | - | ------------ |
| 1   | B    | Бразилія        | 3 | 1 | 2 | 241 | 248 | −7  | 4 | Чвертьфінали |
| 2   | A    | Греція          | 3 | 1 | 2 | 233 | 241 | −8  | 4 | Чвертьфінали |
| 3   | C    | Південний Судан | 3 | 1 | 2 | 261 | 278 | −17 | 4 |              |